# 重安站
重安站（日语：／ Shigeyasu eki */?）是位於山口縣美禰市大嶺町，屬於西日本旅客鐵道（JR西日本）的美禰線車站。

## 歷史

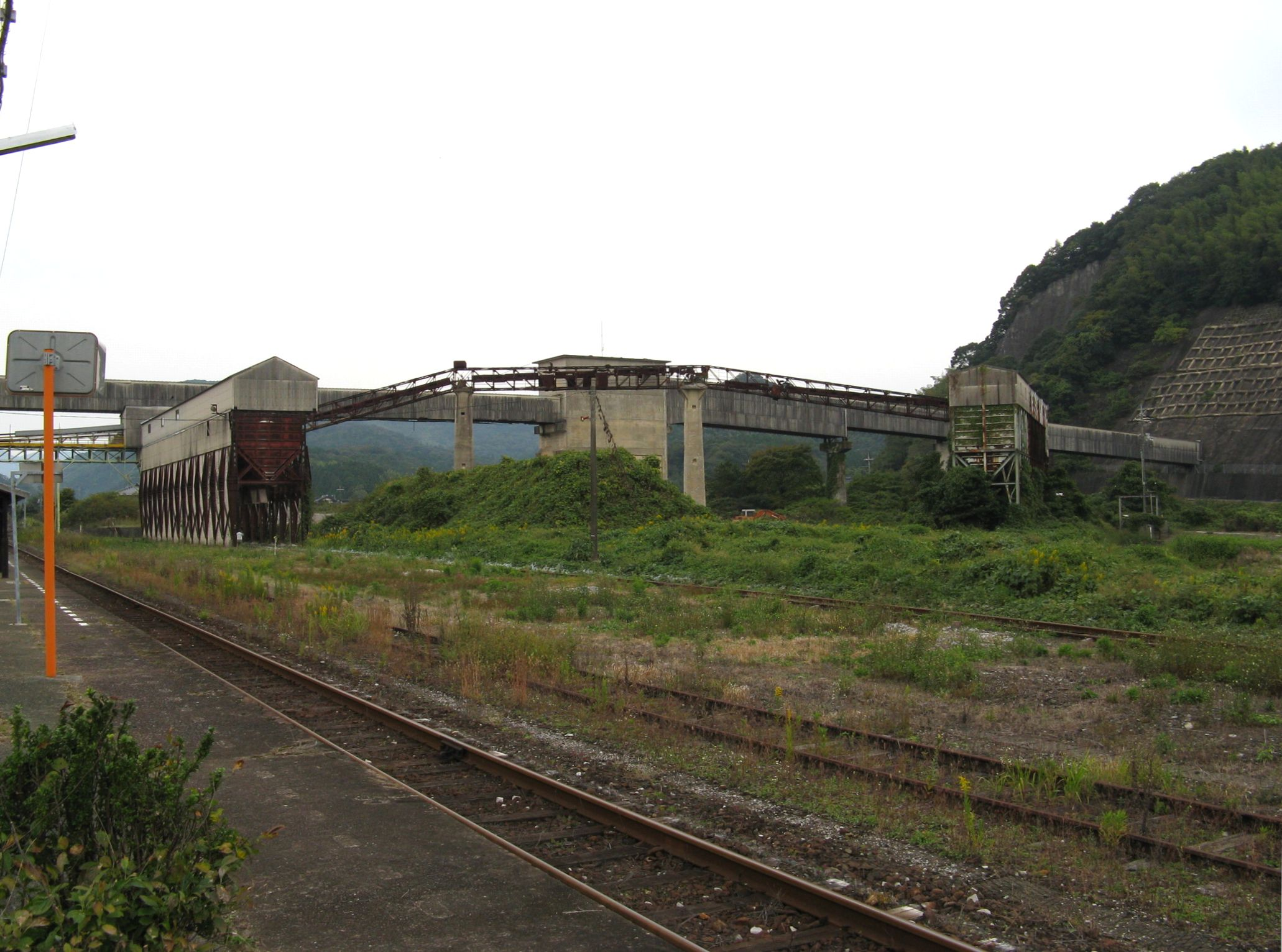
月台上設有石灰石裝載設施（2009年10月）

- 1916年（大正5年）9月15日 - 美禰輕便鐵道（日语：美祢軽便鉄道）伊佐站（現時：南大嶺站）至此站之間開業，此站啟用。
  - 當時車站位於山口縣美禰郡大嶺村（日语：大嶺町）大嶺北分字山崎。
- 1920年（大正9年）
  - 6月1日 - 美禰輕便鐵道被國有化，成為美禰輕便線車站。
  - 10月30日 - 美禰輕便線從此站延長至於福站。
- 1922年（大正11年）9月2日 - 不再稱呼為輕便線，美禰輕便線改名為美禰線（在1963年，日文寫法變為[1]）。
- 1939年（昭和14年）5月1日 - 大嶺村實施町制，變成大嶺町（日语：大嶺町），車站地址變為山口縣美禰郡大嶺町大嶺北分字山崎。
- 1954年（昭和29年）3月31日 - 隨著美禰市（第一次）成立，車站地址變為山口縣美禰市大嶺町大嶺北分字山崎。
- 1956年（昭和31年） - 隨著町名改名，車站地址變為山口縣美禰市大嶺町北分字山崎。
- 1982年（昭和57年）10月1日 - 除了專用線到發的貨物外，終止其他貨物起卸業務。
- 1984年（昭和59年）2月1日 - 終止行李起卸業務。
- 1987年（昭和62年）4月1日 - 伴隨國鐵分割民營化，車站由西日本旅客鐵道（JR西日本）和日本貨物鐵道（JR貨物）營運[1]。
- 2008年（平成20年）3月21日 - 隨著美禰市（第二次）成立，車站地址變成現時的地址。
- 2009年（平成22年）10月18日 - 當日再沒有貨物列車班次，貨物起卸業務暫停。
  - 站內設有太平洋水泥重安礦業所石灰石裝載設施。當時設有石灰石輸送班次，使用DD51型柴油機車和HoKi9500形貨車（日语：国鉄ホキ9500形貨車）（由太平洋水泥擁有的私家貨車）行走專用貨物列車班次，每日設有1往返班次。列車行走於此站至宇部岬站之間，班次在2009年10月18日前仍然運行。
- 2010年（平成22年）7月15日 - 因大雨使厚狹川泛濫，橋樑被沖毀，全線不能通行，此站暫停營業。
- 2011年（平成23年）9月26日 - 全線重開，此站重開。
- 2014年（平成26年）4月1日 - 日本貨物鐵道車站廢止，終止貨物起卸業務[2]。

## 車站構造
此站是設有1面2線島式月台的地面車站，也是由長門鐵道部管理的無人車站。站內沒有自動售票機，站房則位於下行線西邊。月台與站房之間透過站內平交道連接。，月台上則設有木製候車室。

### 月台
| 月台 | 路線    | 上下行 | 方向           |
| ---- | ------- | ------ | -------------- |
| 2    | ■美禰線 | 下行   | 長門市方向     |
| 3    | ■美禰線 | 上行   | 美禰、厚狹方向 |

## 車站周邊
站前設有數間商店，有少量住宅。
- 山崎郵局
- 國道316號

## 利用狀況
以下為近年的乘車人次列表。
| 年度 | 1日平均 乘車人次 |
| ---- | ---------------- |
| 1999 | 31               |
| 2000 | 29               |
| 2001 | 22               |
| 2002 | 21               |
| 2003 | 17               |
| 2004 | 18               |
| 2005 | 20               |
| 2006 | 19               |
| 2007 | 21               |
| 2008 | 17               |
| 2009 | 16               |
| 2010 | 11               |
| 2011 | 12               |
| 2012 | 11               |
| 2013 | 10               |
| 2014 | 8                |
| 2015 | 9                |
| 2016 | 6                |
| 2017 | 6                |
| 2018 | 3                |
| 2019 | 5                |

## 相鄰車站
西日本旅客鐵道（JR西日本）
■美禰線
美禰－重安－於福

## 注腳
1. 1 2  歴史でめぐる鉄道全路線 国鉄・JR 7号、21頁
2. ↑  電氣車研究會《平成二十六年度 鉄道要覧》中指出美禰線的第二種鐵道事業廢止。
3. ↑  山口県統計年鑑 （页面存档备份，存于）（日語） - 山口縣

## 外部連結
- 重安｜車站資訊：JR出門網 - 西日本旅客鐵道（日語）